# Английский дворец
Английский дворец (иногда также Новый Петергофский дворец) — несохранившийся дворец в Английском парке на юге Петергофа, выстроенный по заказу Екатерины II архитектором-палладианцем Джакомо Кваренги в 1781—1789 годах. Во время Великой Отечественной войны уничтожен артиллерийским обстрелом 291-й немецкой пехотной дивизии.

## История
Новый дворец в Петергофе, позднее названный Английским — первая постройка Кваренги в России. Как и некоторые позднейшие его сооружения, представлял собой монументальное трёхэтажное здание с многоколонным фронтоном. Главный вход был акцентирован широкой ведущей на бельэтаж гранитной лестницей и восьмиколонным портиком коринфского ордера с треугольным фронтоном. Западный фасад имел лоджию с шестью колоннами. Цокольный этаж был облицован гранитом. Архитектурное решение и декоративная отделка интерьеров отличались лаконичностью, большая роль в них отводилась лепке и орнаментальной росписи стен и перекрытий. Строительство длилось 15 лет и завершилось в 1796 году.
Заказчица строительства, императрица Екатерина II, на берегу Английского пруда рассчитывала уединяться от суеты придворной жизни. При Павле I дворец постигла судьба других новопостроенных царских резиденций: он был превращен в казарму. Позднее, в царствование Александра I (1802—1805), под непосредственным наблюдением Кваренги дворец был основательно отремонтирован; тогда же была завершена отделка интерьеров в стиле классицизма.
Вплоть до Февральской революции здание на берегу пруда служило местом, где останавливались иностранные дипломаты и другие гости, посещавшие летние приёмы в Старом императорском дворце. Время от времени здесь устраивались общественные мероприятия (в частности, концерт А. Рубинштейна 14 июля 1885 года), выставлялись картины.
После революции действовал как санаторий. Во время Великой Отечественной войны, в 1942 году, дворец был разрушен; после войны восстановительные работы не велись. Частично сохранились подвалы и цокольная часть здания. Одна из резных каменных капителей. украшавших фасады дворца, экспонируется в Комендантском доме Петропавловской крепости, другая — на территории ГМЗ Петергоф, третья сохраняется на руинах здания.